# فراز فاطمی
فراز فاطمی (زاده ۱۲ تیر ۱۳۵۶ در شیراز) بازیکن بازنشسته فوتبال اهل ایران است. وی سابقه بازی در تیم‌های فجر شهید سپاسی، استقلال و پرسپولیس را دارد.

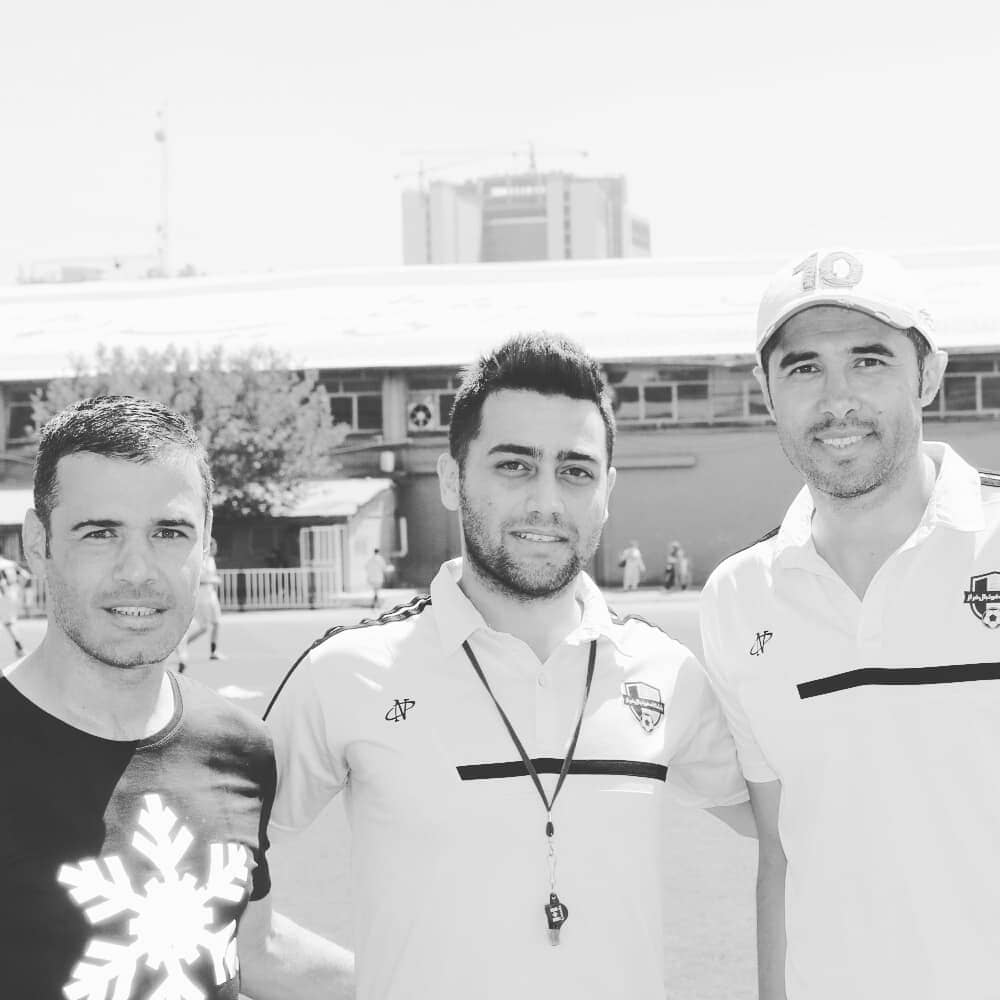
آکادمی فراز فاطمی

وی سابقه بازی در باشگاه‌های فجر شهید سپاسی، استقلال و پرسپولیس را دارد. فراز فاطمی از ۷ آبان ۹۷ مدیر فنی باشگاه فوتبال سردار بوکان است.